# Иван Качаков
Иван Иванов Качаков е български сумист от Пловдив.

## Постижения
- световни първенства – бронзов медалист (Тайланд, 2007 и Тайван, 2014)[1]
- европейски първенства
  - шампион (България, 2014)
  - вицешампион (Унгария, 2007 и Македония, 2015)[2][3]
  - бронзов медалист – от 2008 до 2012 г.
- балкански първенства – шампион (Сърбия, 2010)